# Окампо, Эдиер
Э́диер Ока́мпо Вида́ль (исп. Édier Ocampo Vidal; род. 3 октября 2003, Тумако, Нариньо) — колумбийский футболист, защитник клуба «Ванкувер Уайткэпс».

## Клубная карьера
Окампо — воспитанник клуба «Атлетико Насьональ». В 2022 году игрок на правах аренды перешёл в «Форталеса Сипакира». 2 апреля в матче против «Бока Хуниорс Кали» он дебютировал в Категории Примере B. По окончании аренды Эдиер вернулся в «Атлетико Насьональ». 11 апреля 2023 года в матче против «Атлетико Хуниор» он дебютировал в Категории Примере A.
8 августа 2024 года Окампо перешёл в канадский клуб MLS «Ванкувер Уайткэпс», подписав контракт до конца сезона 2027 с клубной опцией продления на сезон 2028. За «Ванкувер Уайткэпс» он дебютировал 7 сентября в матче против «Далласа», выйдя на замену во втором тайме вместо Белала Халбуни.

## Международная карьера
В начале 2023 года в составе молодёжной сборной Колумбии Окампо принял участие в домашнем молодёжном чемпионате Южной Америки. На турнире он сыграл в матчах против команд Аргентины, Уругвая, Венесуэлы, а также дважды Парагвая и Бразилии.
В том же году Окампо принял участие в молодёжном чемпионате мира в Аргентине. На турнире он сыграл в матчах против сборных Израиля, Японии, Словакии и Италии.